# Filippo Marchese
Filippo Marchese, detto Milinciana (melanzana per via della forma della testa) o Fifuzzu (Palermo, 11 settembre 1938 – Palermo, 10 settembre 1982), è stato un mafioso italiano, legato a Cosa nostra, killer sospettato di decine di omicidi e boss della famiglia mafiosa del quartiere Corso dei Mille di Palermo.

## Biografia
Pochissimo si sa di Filippo Marchese prima della seconda guerra di mafia di inizio anni ottanta, in quanto molto elusivo: la sua figura venne delineata solo durante il maxiprocesso di Palermo, grazie ai collaboratori di giustizia, Stefano Calzetta e Vincenzo Sinagra. Si avvaleva di affiliati insospettabili, come l'avvocato penalista Salvatore Chiaracane e il medico chirurgo Giuseppe Guttadauro.

### La seconda guerra di mafia (1981-1982)
Marchese rappresentò per i corleonesi una risorsa preziosa, soprattutto durante la Seconda guerra di mafia, tra il 1981 ed il 1982. Gli furono attribuiti diversi omicidi, tra i quali quelli del generale dei Carabinieri Carlo Alberto dalla Chiesa, del medico legale Paolo Giaccone, del carabiniere Vito Ievolella, oltre a quelli dei boss mafiosi Giuseppe Panno, Stefano Bontate, Salvatore Inzerillo ed Alfio Ferlito e il tentato omicidio di Totuccio Contorno. Nel febbraio 1982 fece assassinare nel carcere dell'Ucciardone il nipote Pietro perché tradisce i Corleonesi per passare agli Inzerillo-Badalamenti. Insieme agli Zanca, ai Tinnirello e ai Vernengo uccise il boss Francesco Di Noto (grande amico di Stefano Bontate) e gli subentrò al comando della "famiglia" di Corso dei Mille, eliminando uno per uno tutti coloro che gli si opponevano.

#### Lacamera della morte
La strategia del boss consisteva nell'attirare le sue vittime nella cosiddetta Camera della Morte, un piccolo appartamento abbandonato situato in piazza Sant'Erasmo, sul lungomare di Palermo.
Le vittime venivano uccise attraverso l'uso della garrota e i loro corpi sciolti nell'acido o tritati e gettati in mare. Si stima che circa un centinaio di mafiosi che si opposero ai corleonesi vennero uccisi in quell'appartamento.

#### 1982: esecutore spietato e la fine
Nell'estate del 1982 Filippo Marchese fu autore di vari omicidi nella provincia di Palermo, tra Altavilla Milicia, Casteldaccia e Bagheria, conosciuto come "Il triangolo della morte".
L'agosto 1982 fu il più sanguinario degli anni '80: il 3 agosto fu ucciso Gregorio Marchese, cognato di Filippo, il quale, a quanto sembra, voleva insediarlo come capo-famiglia a Casteldaccia al posto di Piddu Panno, ucciso l'anno precedente. In risposta all'omicidio del cognato, il 5 agosto venne ucciso Giusto Parisi nei pressi del cimitero di Altavilla, fratello e braccio destro del latitante Antonino Parisi, assassino del carabiniere Orazio Costantino. Lo stesso giorno, a Bagheria, vennero assassinati Cosimo Manzella, consigliere comunale ex democristiano, poi socialista, e Michelangelo Amato, suo portaborse. La mattina di venerdì 6 agosto, ad Altavilla, venne ucciso Pietro Martorana. Al tramonto, a Casteldaccia, fu il turno di Michele Carollo, fedelissimo di Giuseppe Panno, e Santo Grassadonia, vicino alla famiglia di Villabate. Il 7 agosto nella mattinata, a Bagheria ci fu l'omicidio di Francesco Pinello, amico di Giusto Parisi.
Intanto, Marchese continuava a cercare informazioni utili per capire chi avesse ucciso il cognato Gregorio Marchese e fece sequestrare l'ex operaio Fiat Cesare Peppuccio Manzella e Ignazio Pedone. I corpi dei due vennero ritrovati verso mezzanotte, davanti alla stazione dei carabinieri di Casteldaccia, in una Fiat 127 rossa. Lunedì 9 agosto ci fu l'omicidio di Leonardo Rizzo, pregiudicato bagherese, che venne trovato morto nel suo appezzamento di terreno a Capo Zafferano.
Nonostante tutto, la sua natura violenta e sanguinaria avrebbe potuto rappresentare una seria minaccia per i boss della commissione Michele Greco, Salvatore Riina e Bernardo Provenzano. Pertanto, nel settembre 1982 su ordine di Riina, Pino Greco, Giuseppe Giacomo Gambino, Salvatore Montalto e Salvatore Cucuzza vennero incaricati di strangolare lo stesso Marchese e di scioglierlo nell'acido, così come lui stesso aveva fatto con molte delle sue vittime.
Durante l’inizio del Maxiprocesso circolarono le prime voci sulla sua scomparsa menzionate per la prima volta da Salvatore Contorno. Anche il nipote Giuseppe Marchese confermò la morte dello zio dopo il suo pentimento nel 1992 finché nel 1997 il killer Salvatore Cucuzza si pentì a suo volta confermando le dichiarazioni precedenti. Inizialmente raccontò Cucuzza che i Corleonesi divulgarono la falsa notizia di una morte accidentale del Marchese con un colpo partito per sbaglio mentre puliva la sua pistola.

### Parenti e famiglia
Marchese aveva due nipoti (entrambi fedelissimi di Riina): Antonino e Giuseppe Marchese; quest'ultimo, dal settembre 1992, iniziò a collaborare con la giustizia.
La nipote di Marchese, Vincenza, era sposata con Leoluca Bagarella. Alcune voci ritennero che Bagarella uccise sua moglie Vincenza dopo che ebbe saputo che Giuseppe Marchese, nipote di Filippo, aveva iniziato a collaborare con la giustizia. Altre voci, più attendibili, dicono che Vincenza si suicidò. Un'altra versione asserisce che era clinicamente depressa dopo una serie di aborti spontanei e si suicidò, lasciando una lettera dove dichiarava la sua vergogna ed in cui, tra l'altro, chiedeva al marito di perdonarla.
Il 12 dicembre 2022 viene nota la notizia che il nipote Antonino è morto d’infarto nel carcere di Secondigliano, dov'era detenuto al 41 bis.